# Katri Raik
Katri Raik, född 26 oktober 1967 i Tartu i dåvarande Estniska SSR, Sovjetunionen, är en estnisk historiker, högskoleledare och politiker, tillhörande Socialdemokratiska partiet i Estland. Hon var från 26 november 2018 till 29 april 2019 Estlands inrikesminister i Jüri Ratas första regering.
Raik är uppväxt i Tartu, där hon också studerade historia vid Tartu universitet och tog examen 1991 i historia, samhällsvetenskap och pedagogik. 1999 avlade hon en magisterexamen i Estlands historia och disputerade 2002 på en avhandling om estniska och livländska krönikor under sent 1500- och tidigt 1600-tal. Hon är medlem av den traditionsrika kvinnostudentföreningen Filiae Patriae.
Raik blev 1991 chef för Tartu universitets informationstjänst, 1999 chef för Tartu universitets filialhögskola i Narva, samt 2007 biträdande statssekreterare på utbildnings- och forskningsdepartementet. Mellan 2009 och 2015 ledde hon åter högskolan i Narva innan hon 2015 utsågs till rektor för Estlands säkerhetsvetenskapliga akademi.
Raik kandiderade som socialdemokrat till Narvas stadsfullmäktige 2013. Hon kandiderade till borgmästare i Narva 2017 men blev inte vald. Hon efterträdde Andres Anvelt på inrikesministerposten 2018, efter att denne tvingats lämna ministerposten under mandatperioden av hälsoskäl. I 2019 års val till Riigikogu valdes hon in i parlamentet samtidigt som hon tillsammans med de socialdemokratiska ministrarna lämnade regeringskoalitionen för att gå i opposition.